# Laster (band)
Laster is een Nederlandse experimentele en black-metalband uit Utrecht. Hun eerste werk, de demo Wijsgeer & Narreman, verscheen in 2012. De formatie bestaat uit een drietal anonieme bandleden, die alle drie fungeren als multi-instrumentalist en zanger.

## Geschiedenis
Laster werd in 2012 opgericht door N. en W. Damiaen. Zij speelden toen in respectievelijk Northward en White Oak. In één dag werd de demo Wijsgeer & Narreman opgenomen. Niet veel later werd S. (eveneens Northward) aan de bezetting toegevoegd waarna het trio ging optreden. N. en S. kenden elkaar al sinds de middelbare school. Hun debuutalbum De verste verte is hier verscheen in 2014. Het album werd uitgebracht op vinyl en op cd via het Duitse label Dunkelheit Produktionen. Via het Amerikaanse label Broken Limbs Recordings werd het album op cassette uitgebracht. 
In januari 2017 verscheen het vervolg Ons vrije fatum. Typische black metal werd wat losgelaten. Volgens ZwareMetalen.com bevat het album een "jazzy atmosfeer" en zijn invloeden merkbaar "van blackmetalbands wanneer die meer buiten de lijntjes kleuren". Het Britse tijdschrift Terrorizer riep het album uit tot album van de maand. Later dat jaar verzorgde de band voor het eerst een optreden op het Roadburn Festival in Tilburg en tekenden ze bij Prophecy Productions.
In 2019 werd Het wassen oog uitgebracht. Laster trad opnieuw op tijdens Roadburn. Op uitnodiging maakten ze tijdens de show deel uit van het New Wave of Dutch Black Metal-samenwerkingsverband Maalstroom. Ook stond de band op Noorderslag, als onderdeel van de showcase ESNS LOUD. Laster tourde twee weken door China met de uit dat land afkomstige black-metalband Zuriaake waarbij ze ook China's eerste black-metalfestival Sirius Fest aandeden.

## Discografie

### Albums
- De verste verte is hier (2014)
- Ons vrije fatum (2017)
- Het wassen oog (2019)
- Andermans mijne (2023)

### Ep's
- Stadsluik (2019)

### Demo's
- Wijsgeer & Narreman (2012)

### Splits
- Vederlicht verraad (2016)

### Video's
- Schone schijn (2019)
- Kunstlicht (2023)
- Andermans mijne (2023)